# Программа «Спейс шаттл»
Программа «Спейс шаттл» — четвёртая по счёту американская программа полетов человека в космос, осуществляемая Национальным управлением по аэронавтике и исследованию космического пространства (НАСА), в ходе которой выполнялись перевозки экипажа и грузов с Земли на её орбиту в период с 1981 по 2011 год.
Официальное название программы: Космическая транспортная система (Space Transportation System) — было взято из плана 1969 года по созданию системы многоразовых космических аппаратов (System of reusable spacecraft). Космический челнок (шаттл), состоящий из орбитального аппарата, с двумя многоразовыми твердотопливными ракетными ускорителями и одноразовым внешним топливным баком, доставлял на низкую околоземную орбиту на своём борту до восьми астронавтов и до 50 000 фунтов (23 000 кг) полезной нагрузки. После завершения миссии в космическом пространстве, орбитальный аппарат возвращался на Землю и приземлялся как планер — либо в Космическом центре Кеннеди, либо на Военно-воздушной базе Эдвардс.
Шаттл — единственный на сегодня многоразовый космический корабль с экипажем, который когда-либо совершал многократные полеты на орбиту. Каждый тип космического корабля («Энтерпрайз», «Колумбия», «Челленджер», «Дискавери», «Атлантис», «Индевор») был спроектирован с прогнозируемым сроком службы 100 пусков или 10-летним сроком эксплуатации.

## История
C конца 1960-х годов в США были представлены и изучены различные концепции шаттлов. Программа «Спейс шаттл» официально стартовала в 1972 году, став основным проектом космических полетов НАСА после программ «Аполлон», «Скайлэб» и «Союз — Аполлон». Челнок первоначально был задуман и представлен широкой публике в этом же году как «космический грузовик», который будет, в частности, использоваться для строительства космической станции Соединенных Штатов на низкой околоземной орбите в течение 1980-х годов, а затем к началу 1990-х годов был бы заменен новым транспортным средством.
Первым экспериментальным орбитальным кораблем стал «Энтерпрайз», запущенный со «спины» специально модифицированного «Боинга-747». Первый испытательный полет «Энтерпрайза» состоялся 18 февраля 1977 года, через пять лет после официального начала программы. Программа «Спейс шаттл» завершила свою миссию, запуском «Атлантиса» в июле 2011 года. Официально о завершении программы было объявлено 31 августа 2011 года.

## Концепция и разработка
На заре разработки и проектирования шаттла шли большие споры об оптимальной конструкции космического челнока, который бы наилучшим образом сбалансировал его возможности, стоимость разработки и эксплуатационные расходы. В конечном итоге была выбрана конструкция с использованием многоразового крылатого орбитального аппарата, многоразовых твердых ракетных ускорителей и одноразового внешнего топливного бака для вывода орбитального аппарата в космос.
Программа «Спейс шаттл» была официально запущена 5 января 1972 года, объявлением президента Ричарда Никсона о разработке многоразовой системы космических челноков для «transforming the space frontier…into familiar territory, easily accessible for human endeavor».
Главным подрядчиком этой программы стала компания North American Rockwell (позже Rockwell International, ныне Boeing). Подрядчик для создания твердотопливных ускорителей — Morton Thiokol (ныне часть компании Northrop Grumman Innovation Systems), для внешнего топливного бака — Martin Marietta (ныне Lockheed Martin), для главного двигателя шаттла — Rocketdyne (ныне Aerojet Rocketdyne).
Первоначально планировалось, что первый орбитальный корабль будет назван «Constitution», но массовая рекламная кампания телесериала «Звёздный путь» и мнения его поклонников убедили Белый дом изменить название на «Энтерпрайз». Первый шаттл, обозначенный как OV-101, был создан 17 сентября 1976 года и вскоре провел успешную серию глиссадных и посадочных испытаний в 1977 году, которые стали первой реальной проверкой конструкции космического челнока.

## Миссии и достижения
Все космические челноки были запущены с космодрома Космического центра Кеннеди во Флориде. Некоторые миссии были запланированы для запуска с Военно-воздушной базы в Калифорнии, где имеется космодром. Однако использование этой площадки для полетов космических челноков было отменено после катастрофы «Челленджера» в 1986 году.
Первым полностью функциональным орбитальным кораблем стала «Колумбия» (обозначенная OV-102), построенная в Палмдейле, штат Калифорния. Он был доставлен в Космический центр Кеннеди 25 марта 1979 года и запущен в космос 12 апреля 1981 года — в двадцатую годовщину полета Юрия Гагарина. Экипаж состоял из двух астронавтов.
В ходе 135 выполненных полетов космических челноков, только два орбитальных корабля («Колумбия» и «Челленджер») потерпели катастрофы, в результате которых погибли все члены экипажа (14 астронавтов). Эти аварии привели к проведению расследований на национальном уровне и детальному анализу причин их возникновения. В результате возникли значительные паузы в выполнении программы полётов, во время которой были сделаны конструктивные изменения, после чего шаттлы вернулись в полет.
Самым продолжительным полетом шаттла был STS-80 на «Колумбии», длившийся 17 дней и 15 часов. Заключительным полетом программы «Спейс шаттл» стал STS-135 на «Атлантисе» 8 июля 2011 года.
В числе задач и достижений программы «Спейс шаттл» были:
- эксперименты Спейслэб (были проведены научные и астрономические исследования, выращивание кристаллов, опыты в космической физике);
- участие в строительстве Международной космической станции (МКС);
- доставка и возврат астронавтов на станцию «Мир» и МКС;
- вывод в космос и обслуживание орбитальных спутников и других объектов на низкую околоземную орбиту:
  - космический телескоп «Хаббл»,
  - Spacehab и Long Duration Exposure Facility,
  - Многоцелевой модуль снабжения,
  - Upper Atmosphere Research Satellite,
  - гамма-обсерватория «Комптон»,
  - Earth Radiation Budget Satellite,
  - Mir Shuttle Docking Node;
- вывод в космос на высокую околоземную орбиту:
  - космический телескоп «Чандра»,
  - первые шесть спутников TDRS,
  - два спутника связи DSCS-III (Defense Satellite Communications System),
  - спутники по Программе поддержки обороны[англ.];
- участие в межпланетных проектах «Магеллан», «Галилео», «Улисс»;
- эксперименты с организмом человека.

## Бюджет
В начале разработки космического челнока НАСА предполагало, что эта программа обойдётся в 7,45 млрд долл. (43 млрд долл. по ценам 2011 года), с затратами на один полёт в 9,3 млн долл. (54 млн долл. на 2011 год). Более реалистичный прогноз на выполнение 12 полетов в год на 15-летний срок работы программы предролагал бюджет в 54 миллиарда долларов (на 2011 год).
Общая стоимость фактического 30-летнего срока службы челночной программы на момент её окончания в 2011 году с поправкой на инфляцию составила 196 млрд долларов. По данным НАСА, средняя стоимость запуска космического шаттла обошлась бюджету США около 450 миллионов долларов за миссию.

## Происшествия
В ходе 135 выполненных полетов произошло две катастрофы с космическим челноком:
- «Челленджер» STS-51L — 28 января 1986 года, при старте, погибло семь членов экипажа;
- «Колумбия» STS-107 — 1 февраля 2003 года, при возврате на Землю, погибло семь членов экипажа.

Также был один сбой при подготовке к запуску и несколько несчастных случаев со смертельным исходом на Земле.
В результате из шести построенных полнофункциональных челночных орбитальных аппаратов осталось четыре: «Энтерпрайз», «Дискавери», «Атлантис» и «Индевор». После завершения программы «Спейс шаттл» космические корабли демонстрировались в США на различных выставках, в музеях и аэропортах.